# Francesco Maria Veracini

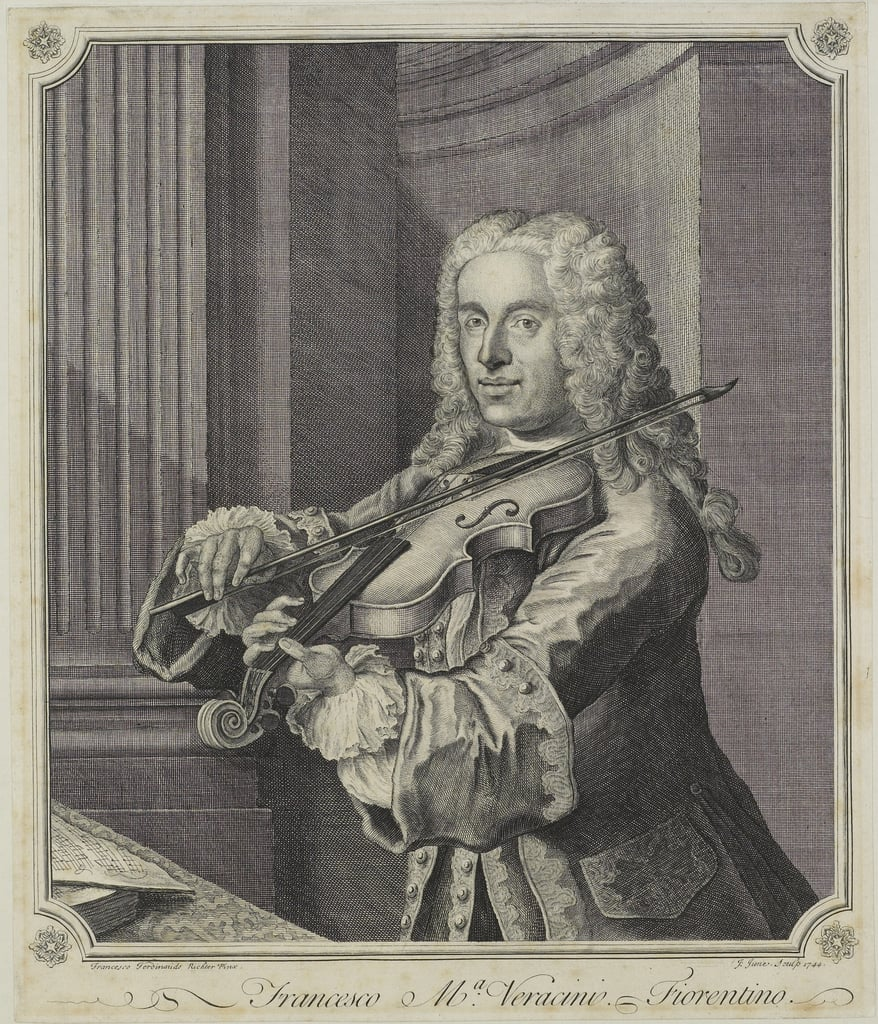
Franz Ferdinand Richter, Francesco Maria Veracini

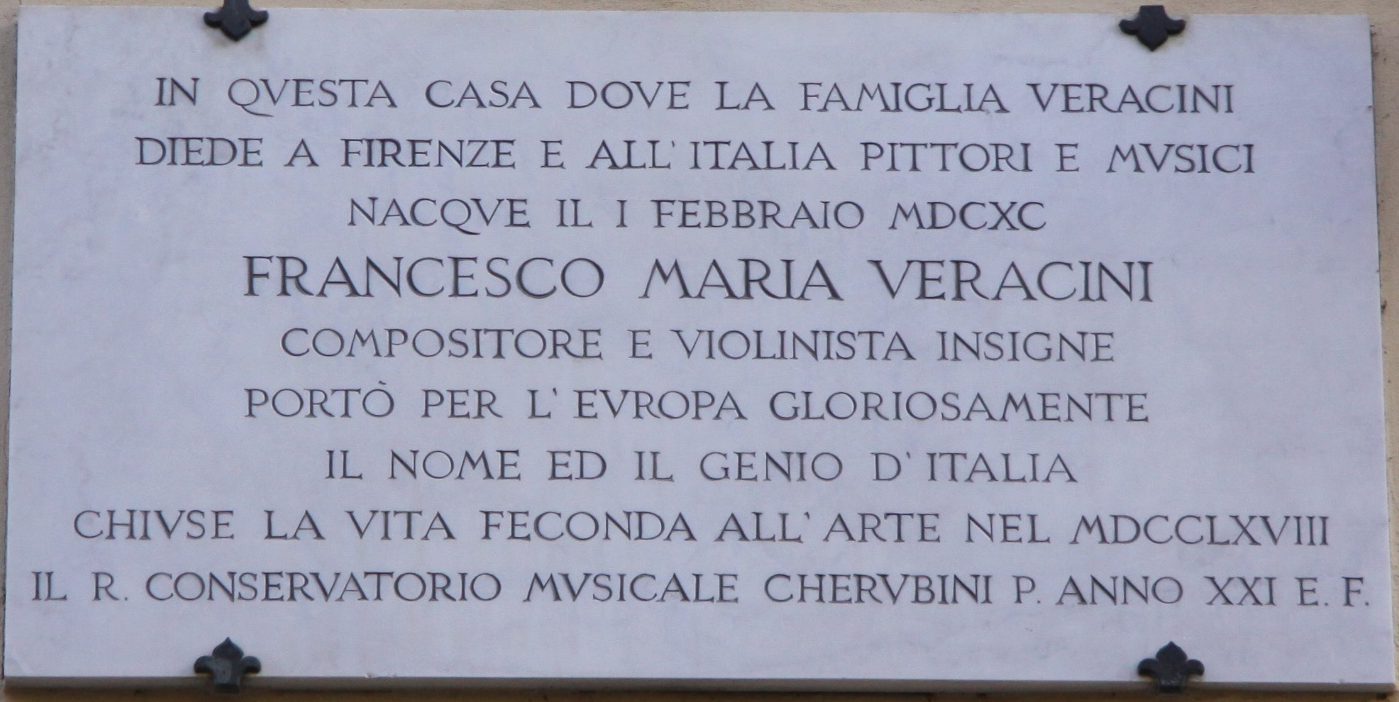
Targa a Francesco Maria Veracini in via Palazzuolo, Firenze

Francesco Maria Veracini (Firenze, 1º febbraio 1690 – Pisa, 31 ottobre 1768) è stato un compositore e violinista italiano.

## Biografia
Dapprima allievo dello zio Antonio (figlio a sua volta del violinista Francesco), fu considerato in Italia come il maggiore violinista del suo tempo, dopo la morte di Corelli. Nacque a Firenze verso il 1690. Studiò musica e in particolare composizione presso la cattedrale di Firenze. Nel 1711 andò a Venezia iniziando la sua carriera peregrinante, e qui forse conobbe Tartini. Nel 1714 si portò a Londra dove dominava la figura di Haendel; qui ebbe modo di conoscere Francesco Geminiani. L'anno dopo andò a Düsseldorf dove compose e dedicò all'Elettore Johann Wilhem, l'oratorio "Mosè al Mar Rosso". All'età di ventinove anni si recò a Venezia dove eseguì vari concerti con una tale maestria da averne un notevole successo tanto che Tartini, si convinse di non poter rivaleggiare con lui, e si ritirò ad Ancona dedicandosi a nuovi studi. Nello stesso anno (1719) Veracini fece un viaggio a Londra dove ebbe modo di suonare negli intermezzi delle opere, suscitando anche qui il più vivo entusiasmo. Scelse infatti di fermarsi in Inghilterra dove rimase circa due anni, considerato come un prodigio di abilità.
Nel 1720 giunse a Dresda ed ottenne i titoli di compositore e di virtuoso dal re di Polonia. Sfortunatamente il suo orgoglio, pari al suo talento, urtò in molte occasioni l'amor proprio degli artisti del violino, in special modo quello di Pisendel, maestro di concerto del re. Quest'ultimo risolse di vendicarsi e a tale scopo, fece studiare uno dei suoi concerti dai più mediocri violinisti della sua orchestra, finché non lo suonò perfettamente, poi, seguendo l'uso di quest'epoca, portò a Veracini, davanti al re, la sfida di suonare un concerto a prima vista. Il virtuoso superò egregiamente questa prova, ma il ripienista lo eseguì dopo di lui con la sicurezza e la precisione che non si può avere in un assolo che dopo averlo lungamente studiato.
L'umiliazione che Veracini provò in quell'occasione, fu così profonda che si ammalò seriamente. In un accesso di febbre, si gettò dalla sua finestra il 13 agosto 1722 e fu abbastanza fortunato a non rompersi altro che la gamba. Dopo la sua guarigione lasciò Dresda e si recò a Praga dove entrò al servizio del conte Kinsky. Dopo un lungo soggiorno in Boemia, fece ritorno in Inghilterra e diede dei concerti a Londra nel 1730, ma senza riscuotere lo stesso successo di un tempo. Si trovò il suo stile vecchio e il paragone con quello di Geminiani non l'aiutò. Di ritorno in Toscana nel 1747, si ritirò a Pisa in una modesta dimora. Morì nel 1768.

## Composizioni
- 1708 Sara in Egitto oratorio
- 1711 Concerto per violino e 8 strumenti in re maggiore
- 1711 Il Trionfo dell'innocenza patrocinata da San Niccolò oratorio
- 1715 L'Empietà distrutta nella caduta di Gerico oratorio
- 1716 12 Sonate a Flauto solo, e Basso
- 1720 La Caduta del savio nell'idolatria di Salomone oratorio
- 1721 12 Sonate per violino con basso continuo, opera 1
- 1722 La Liberazione del Popolo ebreo dal naufragio di Faraone
- 1727 L'incoronazione di Davidde
- 1735 Adriano in Siria opera con Francesca Cuzzoni-Sandoni e Carlo Broschi nel His Majesty's Theatre di Londra per l'Opera della Nobiltà.
- 1737 La Clemenza di Tito dramma per musica in 3 atti, Her Majesty's Theatre di Londra per l'Opera della Nobiltà.
- 1738 Partenio dramma per musica in 3 atti, libretto di Paolo Rolli, Her Majesty's Theatre di Londra per l'Opera della Nobiltà.
- 1739 Piangete al pianto mio
- 1744 12 Sonate accademiche per violino e basso continuo opera 2
- 1744 L'errore di Salomone al His Majesty's Theatre di Londra
- 1744 Roselinda opera
- 2 Concerti in si minore e in re maggiore
- 6 Arie per soprano
- 6 Concerti
- Concerto per violino concertante, 2 violini, alto et basso
- M'assalgono affanno aria
- New Eclogue e Nice e Tirsi per soprano e alto al His Majesty's Theatre di Londra nel 1741 con Élisabeth Duparc
- Parla al ritratto dell'Amante per soprano e basso
- Ut relevet miserum canone vocale

## Curiosità
A questo compositore è stato dedicato un asteroide dal nome 10875 Veracini